# Monkey Business Tour
Monkey Business Tour – druga trasa koncertowa amerykańskiej grupy The Black Eyed Peas promująca czwarty album Monkey Business (2005). Łącznie koncertów odbyło się 23. 11 w Ameryce Północnej i 12 w Azji. Trasa rozpoczęła się 23 września 2005 roku a jej zakończenie miało miejsce 29 grudnia 2006.

## Lista utworów
1. "Hey Mama"
2. "Hands Up"
3. "Dum Diddly"
4. "Joints & Jam"
5. "Don't Lie"
6. "Sweet Child o' Mine"
7. "Shut Up"
8. "Taboo Freestyle"
9. "Apl.De.Ap Freestlye"
10. "No Woman, No Cry"
11. "Jamming
12. "London Bridge"
13. "Pump It"
14. "Where Is the Love?
15. "Don't Phunk with My Heart"
16. "My Style
17. "Let’s Get It Started
18. "Jump Around"

## Daty koncertów
| Azja             |                              |               |                                        |
| 11 lipca 2006    | Osaka                        | Japonia       | Castle-Jo Hall                         |
| 13 lipca 2006    | Tokio                        | Japonia       | Budokan Hall                           |
| 14 lipca 2006    | Tokio                        | Japonia       | Budokan Hall                           |
| 16 lipca 2006    | Hongkong                     | Chiny         | AsiaWorld Arena                        |
| 18 lipca 2006    | Pekin                        | Chiny         | Expo Theater                           |
| 20 lipca 2006    | Szanghaj                     | Chiny         | People's Grand Stage                   |
| 22 lipca 2006    | Moskwa                       | Rosja         | Red Summer Festival                    |
| 25 lipca 2006    | Tajpej                       | Taiwan        | TPE Soccer Stadium                     |
| 27 lipca 2006    | Manila                       | Filipiny      | Araneta Coliseum                       |
| 31 lipca 2006    | Bangkok                      | Tajlandia     | Impact Arena                           |
| 2 sierpnia 2006  | Mumbaj                       | Indie         | MMRDA Grounds                          |
| 3 sierpnia 2006  | Bangalore                    | Indie         | The Palace Grounds                     |
| Ameryka Północna |                              |               |                                        |
| 14 sierpnia 2006 | Honolulu                     | Hawaje        | Blaisdell Arena                        |
| 24 sierpnia 2006 | Mansfield                    | Massachusetts | Comcast Center for the Performing Arts |
| 25 sierpnia 2006 | Wantagh                      | Nowy Jork     | Nikon at Jones Beach                   |
| 26 sierpnia 2006 | Saratoga Springs (Nowy Jork) | Nowy Jork     | Saratoga P.A.C                         |
| 27 sierpnia 2006 | Syracuse (Nowy Jork)         | Nowy Jork     | New York State Fair                    |
| 29 sierpnia 2006 | Holmdel Township             | New Jersey    | PNC Bank Arts Center                   |
| 30 sierpnia 2006 | Allentown                    | Pensylwania   | Allentown Fair                         |
| 8 września 2006  | Darien Center                | Nowy Jork     | Darien Lake PAC                        |
| 8 września 2006  | Glendale                     | Arizona       | Cardinals Stadium                      |
| 12 września 2006 | Montreal                     | Kanada        | Bell Centre                            |
| 16 września 2006 | Farmington                   | Pensylwania   | Neamcolin Woodland Resort              |